# Pteropus howensis
Pteropus howensis es una especie de murciélago de la familia Pteropodidae.

## Distribución geográfica
Es  endémica de las Islas Salomón.

## Hábitat
Su hábitat natural son: zonas tropicales o subtropicales, de bosques áridos.